# Jaskinia w Sztolni Teresa na Miedziance
Jaskinia w Sztolni Teresa na Miedziance – jaskinia w Górach Świętokrzyskich. Wejście do niej znajduje się we wschodniej części góry Miedzianka, w nieczynnym kamieniołomie, niedaleko Jaskini Psiej, w pobliżu Chęcin, na wysokości 281,5 m n.p.m. Długość części naturalnej jaskini wynosi 270 metrów (razem ze sztolniami 523 m), a jej deniwelacja 16 metrów (razem ze sztolniami 21 m).

Jaskinia znajduje się na terenie Rezerwatu Przyrody Góra Miedzianka i jest nieudostępniona turystycznie.

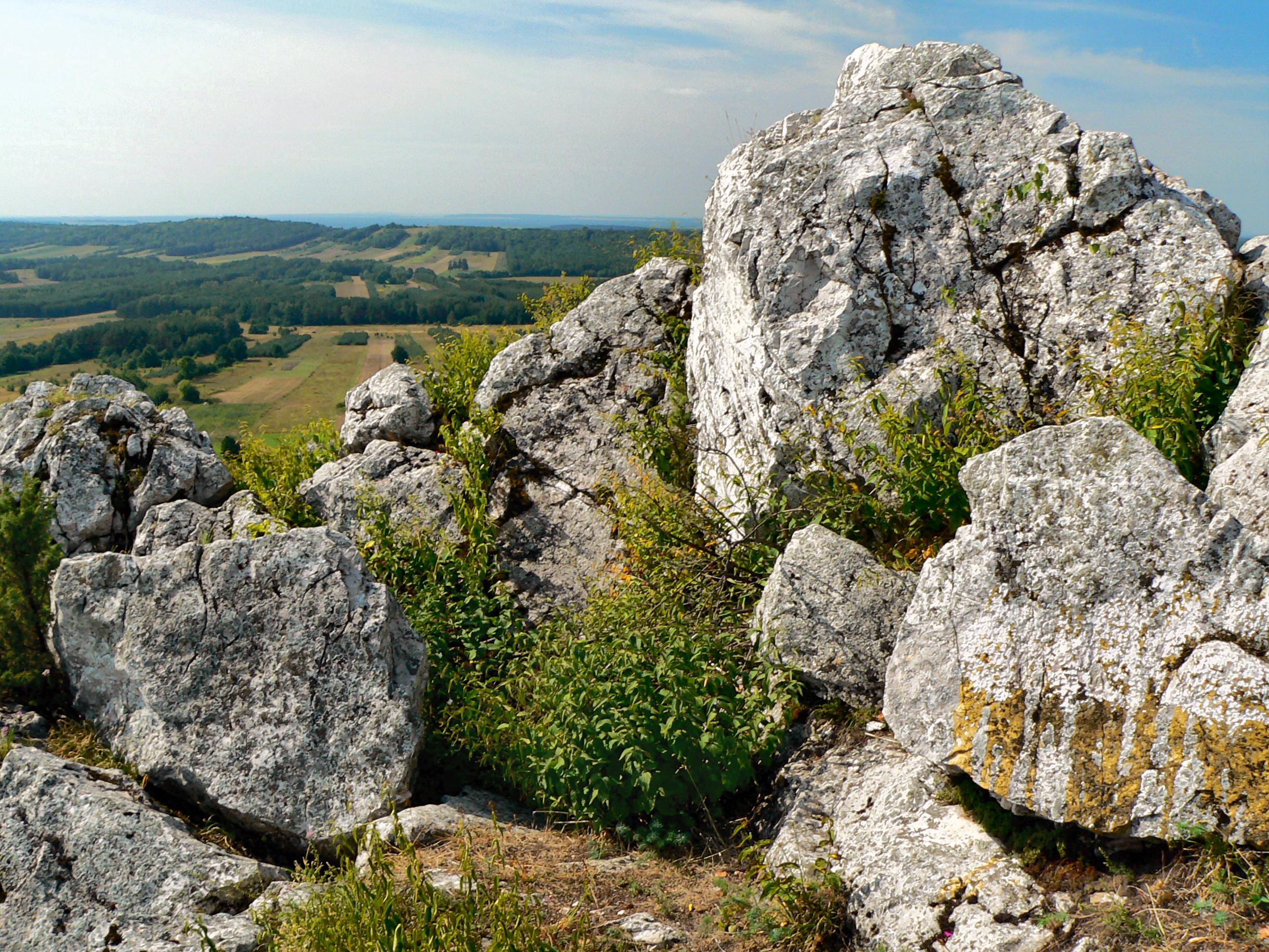
Skały na szczycie Miedzianki

## Opis jaskini
Jaskinia posiada sztuczny, niewielki otwór wejściowy, za którym znajduje się pionowy zacisk prowadzący do lekko idącego w dół korytarza. Dochodzi on do kolejnego zacisku, spowodowanego niedawnym zawałem, i za nim rozgałęzia się na dwa ciągi. Jeden ciąg kończy się ślepo po kilku metrach, drugi, wąski prowadzi do szerokiego korytarza, który po kilkunastu metrach doprowadza do rozgałęzienia. Na lewo ciągnie się chodnik górniczy częściowo wypełniony wodą, na prawo zaś idzie ciąg dochodzący do 10-metrowego szybu. Kilka metrów przed szybem odchodzi w bok korytarzyk prowadzący do naturalnej sali zakończonej syfonem piaszczystym.
W rejonie szybu odchodzą:
- na lewo kilkumetrowy chodnik górniczy
- na wprost długi chodnik górniczy rozdzielający się pod koniec
- na prawo idzie ciąg prowadzący do naturalnych partii jaskini. Znajduje się tu skomplikowany system niewielkich korytarzyków i sal[2].

## Przyroda
W jaskini brak jest nacieków. Znajdują się w niej małe jeziorka i kałuże. Ściany są mokre, brak jest na nich roślinności. W jaskini zimują nietoperze.

## Historia odkryć
Jaskinia była znana od dawna. Wydobycie rud miedzi prowadzono w niej głównie w XIX wieku. Sztolnia początkowo nosiła nazwę Antoni, którą później zmieniono na obecną. Opis i plan jaskini sporządził Krzysztof Recielski przy pomocy Agnieszki Gajewskiej i Dariusza Lermera w 1990 roku.